# Daniel Franzese
Daniel Franzese (Nova Iorque, 9 de maio de 1978) é um ator, comediante e ativista norte-americano. Ficou conhecido após interpretar Damian Leigh no filme de comédia Mean Girls (2004), sucedido por atuações em I Spit on Your Grave (2010) e nas séries de televisão Looking (2015) Conviction (2016–2017). Além de realizar espetáculos de stand-up, serve como embaixador da Elizabeth Taylor AIDS Foundation. Em 2020, atuou como jurado na décima segunda temporada de RuPaul's Drag Race.